# 深伪技术
深度偽造（英語：Deepfake），簡稱深偽，是英文「deep learning」（深度學習）和「fake」（偽造）的混成詞，專指基於人工智能的人體圖像合成技術的应用。此技術可將已有的圖像或影片疊加至目標圖像或影片上。偽造面部表情并將其呈現至目標影片的技術在2016年出現，此技術允許近實時地偽造現有2D視頻中的面部表情。为发展Deepfakes检测技术，Facebook联合微软举办全球Deepfakes检测竞赛。

## 技术背景
换脸伪造是通过交换两张图像的人脸达到伪造身份的目的。传统上是采用基于图形学的3D模型重建追踪技术。较新的研究则是采用深度学习来达到换脸效果，为了解决深度学习的训练难度和生成质量，又进一步融合了生成对抗网络技术。表情伪造是将其他人脸图像的表情替换到目标人脸上，从而达到目标人物做指定表情的目的。此外，换脸伪造和表情伪造还常常结合语音伪造技术。通过文本到语音合成和语音转换技术来制作虚假语音。

## 部分應用

### 影劇深偽
- 部分連續劇如《光荣时代》[6]、《三千鸦杀》[7]，因某些因素替換角色，但不進行重拍，以深偽技術進行臉部替換。
- 2022年播映之《买定离手我爱你》亦使用此技術更新內容後重新上映[8]。

### 犯罪隱憂
Deepfake常用來伪造名人性愛影片和復仇式色情等等媒體。帶色情成份的Deepfake作品於2017年間在互聯網上流出，特別是在Reddit上。此后Deepfake作品被Reddit、Twitter和Pornhub等網站所禁止。Deepfake也可以用以製造假新聞及惡意惡作劇。在Youtube、Vimeo等流行的在線視頻流媒體網站上，可以很容易地找到非色情的Deepfake影片。FakeApp是一款使用TensorFlow開源軟件庫的Deepfake影片製作程式。

## 參閱
- 深度學習
- 人工智能
- 计算机视觉
- 復仇式色情
- 深偽色情

## 外部連結
- Sasse, Ben. . Opinions. The Washington Post. 19 October 2018  [10 July 2019]. （原始内容存档于2019-07-01）.
- Fake/Spoof Audio Detection Challenge (ASVspoof) （页面存档备份，存于）
- Deepfake Detection Challenge (DFDC) （页面存档备份，存于）